# خيران المحرق (حجة)

تعديل مصدري - تعديل

خيران المحرق هي مدينة ومركز مديرية خيران المحرق بمحافظة حجة اليمنية، بلغ تعداد سكانها 2320 نسمة حسب الإحصاء الذي أجري عام 2004.